# 島尾新
島尾 新（しまお あらた、1953年〈昭和28年〉 - ）は、日本美術史家。学習院大学文学部哲学科教授。専門は、日本美術史。特に雪舟と水墨画に関する研究。

## 経歴
出生から修学期
1953年、東京都で生まれた。東京大学文学部美術史学科で学び、卒業。同大学大学院美術史学専門課程に進み、修士課程を修了。
美術史研究者として
1984年より東京国立文化財研究所に勤務。独立行政法人文化財研究所美術部広域領域研究室長も務めた。2002年、多摩美術大学美術学部共通教育部門教授に就いた。2012年、学習院大学文学部哲学科教授に就任。

## 著作
著書
- 『如拙筆瓢鮎図：ひょうたんなまずのイコノロジー』(絵は語る 5) 平凡社 1995
- 『水墨画と語らう』(美術館へ行こう) 新潮社 1997
- 『雪舟の「山水長巻」：風景絵巻の世界で遊ぼう』小学館(アートセレクション) 2001
- 『もっと知りたい雪舟：生涯と作品』東京美術(アート・ビギナーズ・コレクション) 2012
- 『和漢のさかいをまぎらかす：茶の湯の理念と日本文化』淡交社(淡交新書) 2013
- 『水墨画入門』岩波新書 2019
- 『画聖雪舟の素顔：天橋立図に隠された謎』朝日新書 2022

共編著・監修
- 『水墨画：能阿弥から狩野派へ』(日本の美術) 至文堂 1994
- 『禅と天神』今泉淑夫共編、吉川弘文館 2000
- 『すぐわかる水墨画の見かた』監修、東京美術 2005
- 『日本三景への誘い：松島・天橋立・厳島』長谷川成一共編、清文堂出版 2007
- 『水墨画』(日本の美術 52) 荏開津通彦・高橋範子・畑靖紀・村田隆志・八木宏昌共著、辻惟雄監修、美術年鑑社 2010
- 『写しの力：創造と継承のマトリクス』彬子女王・亀田和子共編、思文閣出版 2013
- 『水墨画とやまと絵：室町時代』(日本美術全集 9) 責任編集 小学館 2014
- 『東アジアのなかの五山文化』(東アジア海域に漕ぎだす 4) 編 東京大学出版会 2014
- 『雪舟 決定版』山下裕二と監修、平凡社(別冊太陽) 2020